# Drágám, add az életed! (film)
A Drágám, add az életed (eredeti cím: Spy Hard) 1996-ban bemutatott amerikai kémvígjáték. A filmet Rick Friedberg rendezte, a forgatókönyvet Friedberg, Dick Chudnow, Jason Friedberg és Aaron Seltzer írta, a zenét pedig Bill Conti. A történet egy nyugalomba vonult titkosügynökről szól, akit egy küldetés erejéig visszahív a vezetősége. A főszereplőt Leslie Nielsen alakítja, mellette szerepel még a filmben többek közt Nicollette Sheridan, Charles Durning, Marcia Gay Harden és Barry Bostwick.
Az Amerikai Egyesült Államokban 1996. május 24-én mutatták be, a magyarországi premier 1996. augusztus 29-én volt.

## Cselekménye
A film több ismertebb filmet is kiparodizál, például a Drágán add az életed!-et, aminek a címét is kifigurázták.
A történet főszereplője Dick Döglesz, az egykori remek titkosügynök, akit már egy ideje nyugdíjazott az ügynöksége. Csakhogy egy nap egykori főnöke visszahívja őt egy küldetés erejéig, ugyanis Dick egykori ellensége, a mindenki által halottnak hitt Rangkór tábornok visszatért. Dicknek nem csupán ősellensége világuralmi terveit kell megállítania, hanem ki kell szabadítania egykori szerelmének a lányát, Barbara Dahl-t, ebben pedig egy másik ügynök, Veronique Ukrinsky lesz a segítségére.

## Szereplők
| Szereplő                           | Színész              | Magyar hang          |
| ---------------------------------- | -------------------- | -------------------- |
| Dick Döglesz, WC-00-ás ügynök      | Leslie Nielsen       | Gruber Hugó          |
| Veronique Ukrinsky, 3.14-es ügynök | Nicollette Sheridan  | Orosz Helga          |
| Az igazgató                        | Charles Durning      | Csurka László        |
| Miss Lik                           | Marcia Gay Harden    | Zsolnai Júlia        |
| Norman Coleman                     | Barry Bostwick       | Fülöp Zsigmond       |
| Kabul                              | John Ales            | Pusztaszeri Kornél   |
| Rangkór tábornok                   | Andy Griffith        | Tolnai Miklós        |
| Ukrinsky professzor                | Elya Baskin          | Forgács Gábor        |
| Makaluki                           | Mason Gamble         | Előd Álmos           |
| Victoria Dahl                      | Stephanie Romanov    | Kéri Kitty           |
| Barbara Dahl                       | Stephanie Romanov    | Timkó Eszter         |
| Slice                              | Carlos Lauchu        | Gesztesi Károly      |
| Buszvezető                         | Ray Charles          | Szabó Ottó           |
| Clinton ügynök                     | Roger Clinton        |                      |
| Üzletember                         | Robert Culp          | Szokolay Ottó        |
| Steve Bishop ügynök                | Robert Guillaume     | Buss Gyula           |
| Brian, pincér az étteremben        | Pat Morita           | Galbenisz Tomasz     |
| Nő az ágyban                       | Alexandra Paul       | Csomor Csilla        |
| Helikopterpilóta                   | Mr. T                | Ifj. Jászai László   |
| Hang az ügynökségi kazettán        | Alex Trebek          | Kassai Károly        |
| Steele csapatának tagja            | Joyce Brothers       |                      |
| Steele csapatának tagja            | Hulk Hogan           |                      |
| Fabio                              | Fabio                | -                    |
| Cigarettaárus lány                 | Downtown Julie Brown | Kiss Erika           |
| Az elnök                           | Bruce Gray           |                      |
| Rangkór embere a távbeszélőnél     | John Kassir          | Mikula Sándor        |
| Noggin                             | Clyde Kusatsu        | Konrád Antal         |
| Kelly Lange                        | Kelly Lange          | Rátonyi Hajni        |
| Csábító a hotelszobában            | Talisa Soto          | Némedi Mari          |
| Angol visszaszámláló hölgy         | Mil Nicholson        | Menszátor Magdolna   |
| Punk vezető                        | Tyler Patton         | Reisenbüchler Sándor |
| Stewardess                         | Shari Shattuck       | Závodszky Noémi      |
| Gengszter                          | Keith Campbell       | Bognár Zsolt         |